# Burg Oebisfelde

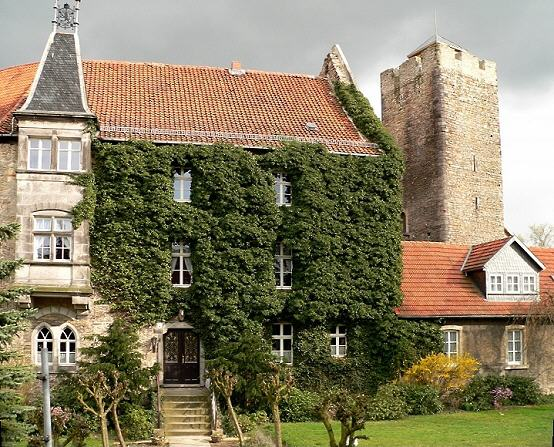
Burganlage

Die Burg Oebisfelde, auch Sumpfburg Oebisfelde genannt, ist eine ehemalige Wasserburg in Oebisfelde-Weferlingen im Landkreis Börde in Sachsen-Anhalt. Die Burg Oebisfelde ist eine der ältesten noch erhaltenen Sumpfburgen in Europa.

## Geschichte
Die Burg wurde vermutlich im 10. Jahrhundert zum Schutz des Aller-Übergangs auf einer Sandbank der Aller im Sumpfgebiet des Drömlings erbaut. Zwischen 1014 und 1073 wurden Stadt und Burg erstmals in einer Schenkungsurkunde als Ysfelde genannt. 1226 kam es zur erstmaligen Erwähnung als Stadt „Ovesfelde“ und der Burg unter Wolbertus de Ousfelde. Eine weitere Nennung der Burg als castrum fand 1263 statt. Um 1300 wurde die Burg in die mittelalterliche Stadtanlage einbezogen. 
Herrschaft, Burg und Stadt Oebisfelde kamen 1289 in den Besitz der Herren von Oberg. Diese trugen ihren Besitz 1369, zum Schutz vor feindlichen Nachbarn, dem Erzstift Magdeburg als Lehen an. Im Landbuch Karls IV. von 1373 zählen die Herren von Oberge zu den Schlossgesessenen der Altmark. Der Oberg-Oebisfelder Zweig erlosch 1448 mit Günther von Oberg, der zuvor noch für Marktrechte und die Anerkennung des Stadtwappens gesorgt hatte. Oebisfelde kam daraufhin zunächst an eine Linie derer von Steinberg, später an andere Herren wie die von Bülow.
Im Schmalkaldischen Krieg 1547 wurden die Burg und die Stadt mehrfach verwüstet. 1710 wurden die Wälle um die Burganlage eingeebnet. Der ehemalige Wehrturm wurde nach 1938 einige Jahrzehnte lang als Wasserturm genutzt.

## Baubeschreibung

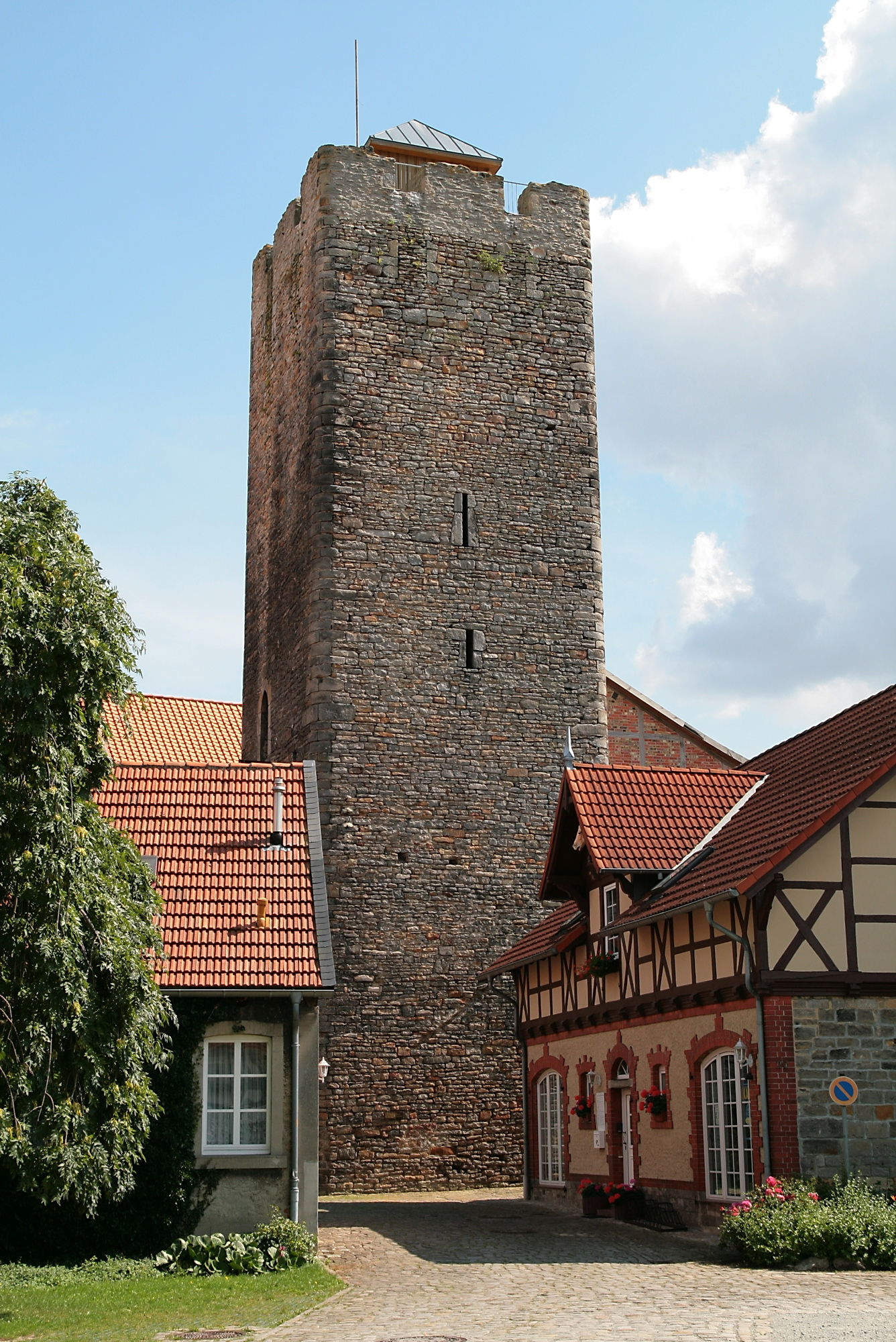
Bergfried der Burg Oebisfelde

Die Burggebäude der Stadtrandburg auf einer Fläche von 67 mal 80 Metern mit der Form eines unregelmäßigen Fünfecks und der 27 Meter hohe quadratische Bergfried auf einer 8,25 mal 8,25 Meter großen Grundfläche mit 2,50 Meter starken Grundmauern sind aus Bruchsteinen erbaut.
Der gut erhaltene Burghof der Kernburg wird von dem freistehenden Bergfried, zwei Fachwerkgebäuden am Eingang und von der Rückseite des Brauhauses begrenzt sowie der ehemaligen Kellerdielenscheune und des ehemaligen Gartenhauses. Der Palas im Norden der Anlage ist durch seine Größe das imposanteste Gebäude. Weiter verfügt die Anlage über eine langgestreckte Vorburg mit größerem Burghof und eine Zugbrücke. Östlich des Tors befand sich eine Kapelle. Durch den ehemaligen Burggraben verläuft heute eine Straße, die bis 2011 Teil der Bundesstraße 188 war.

## Heutige Nutzung
Heute wird die Burg als Touristeninformation, Heimatstube des Oebisfelder Heimatvereins, Bibliothek und Heimat- und Burgmuseum genutzt. Der Bergfried ist besteigbar. In den letzten Jahren hat sich die Burg Oebisfelde zum kulturellen Mittelpunkt der Stadt entwickelt. Auf den neu gestalteten Burghöfen werden Märkte veranstaltet und finden Konzerte statt. Zu nennen ist hier auch das traditionelle Altstadtfest, das jährlich im Juni mit seinem Mittelalterspektakel viele Besucher anlockt.